# Lesten (Wüstung)

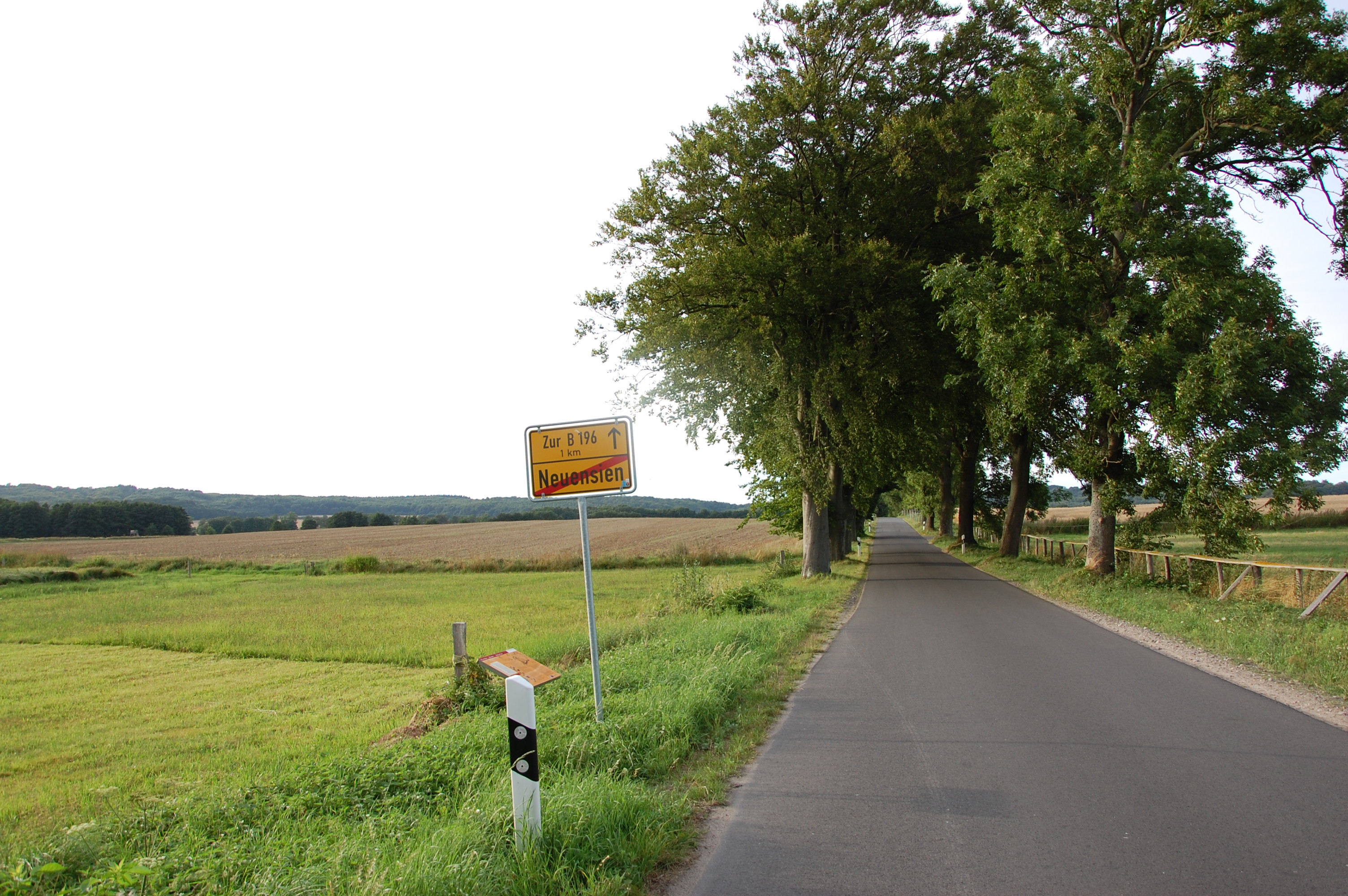
Etwaige Lage Lestens nördlich von Neuensien

Lesten ist eine Wüstung im Gebiet der heutigen Gemeinde Sellin auf Rügen in Mecklenburg-Vorpommern.

## Lage
Die Wüstung liegt nördlich des Ortsteils Neuensien unweit des Ostufers des Neuensiener Sees.

## Geschichte
Eine erste urkundliche Erwähnung von Lesten stammt aus dem Jahr 1532. Für den Namen finden sich auch die Schreibweisen Lestin, Leistin, Lehstin, Lestien und Lessinn. Es handelte sich um einen Einzelhof. Die erste Erwähnung nennt den Hof als Vikariengut mit einer Pacht von zehn Mark. Der Name geht auf den Begriff leska zurück und wird in der Bedeutung von Haselbusch verstanden.
Im 16. Jahrhundert war der Hof vom Haus Putbus an die Herren von Normann-Tribberatz. 1577 tauschte Ludwig von Putbus den Hof von Christoph von Normann gegen einen Hof bei Dalkvitz ein.
Im Jahr 1627 erfolgte eine Verpfändung des Hoff zu Leistin durch den Freiherrn zu Putbus, Volkmar Wolf, an den Hauptmann Heinrich von Schwan für 1000 Gulden. Zum verpfändeten Hof gehörten bebauter und unbebauter Acker, Weide, Heide, Holzungen und Fischerei. Die Lanckener Kirchenmatrikel von 1664 erwähnt den Hof, als von einem Bauern bewirtschaftet. Der Hof hatte an den Pfarrer der Lanckener Kirche jährlich jeweils 50 Garben Roggen, Gerste und Hafer zu liefern. Der Küster erhielt ein Brot, eine Wurst, 15 Eier und einen Scheffel Roggen. Noch bis 1668 werden in Kirchenregistern und Steuerlisten als Bewohner die Familien Dobran und Burwitz angegeben.
In der Landesmatrikelkarte von 1695 wird der Hof dann jedoch als wüst geführt. Das Gebiet gelangte an das weiter westlich gelegene Garftitz.
An Lesten erinnert eine am nördlichen Ortsausgang von Neuensien befindliche Informationstafel.